# Џенсен (Колорадо)
Џенсен (енгл. Jansen) насељено је место без административног статуса у америчкој савезној држави Колорадо.

## Демографија
По попису из 2010. године број становника је 112.
| Група             | 2000.    | 2010.      |
| Белци             | 0 (0,0%) | 46 (41,1%) |
| Афроамериканци    | 0 (0,0%) | 0 (0,0%)   |
| Азијати           | 0 (0,0%) | 0 (0,0%)   |
| Хиспаноамериканци | 0 (0,0%) | 65 (58,0%) |
| Укупно            | 0        | 112        |